# La Neuville-à-Maire
La Neuville-à-Maire ist eine französische Gemeinde mit 111 Einwohnern (Stand 1. Januar 2022) im Département Ardennes in der Region Grand Est (vor 2016 Champagne-Ardenne). Sie gehört zum Arrondissement Sedan und zum Kanton Vouziers. 

## Geographie
La Neuville-à-Maire liegt rund 22 Kilometer südsüdwestlich von Sedan. Umgeben wird La Neuville-à-Maire von den Nachbargemeinden Chémery-Chéhéry im Norden und Nordosten, Artaise-le-Vivier im Osten, Tannay-le-Mont-Dieu im Süden sowie Vendresse im Westen.

## Bevölkerungsentwicklung
| Jahr                       | 1962 | 1968 | 1975 | 1982 | 1990 | 1999 | 2006 | 2019 |
| Einwohner                  | 121  | 97   | 89   | 79   | 73   | 75   | 98   | 115  |
| Quellen: Cassini und INSEE |      |      |      |      |      |      |      |      |

## Sehenswürdigkeiten

Kirche Saint-Nicolas

- Kirche Saint-Nicolas
- Kasematten von Le Fraîchis